# Mineral (Illinois)
Mineral é uma vila localizada no estado americano de Illinois, no Condado de Bureau.

## Demografia
Segundo o censo americano de 2000, a sua população era de 272 habitantes.
Em 2006, foi estimada uma população de 266, um decréscimo de 6 (-2.2%).

## Geografia
De acordo com o United States Census Bureau tem uma área de
0,8 km², dos quais 0,8 km² cobertos por terra e 0,0 km² cobertos por água. Mineral localiza-se a aproximadamente 195 m acima do nível do mar.

## Localidades na vizinhança
O diagrama seguinte representa as localidades num raio de 16 km ao redor de Mineral.